# Under The Bridge / Lady Marmalade
Under the Bridge/Lady Marmalade е третият сингъл на британската поп група Ол Сейнтс, издаден на 27 април 1998 година. Двете песни са вторите им поред номер 1 хитове в Англия. Във Великобритания сингълът е с общи продажби от 429 хиляди копия.

## Списък

### CD 1
1. „Under the Bridge“ – 5.03
2. „Lady Marmalade“ – 4.04
3. „No More Lies“ – 4.08
4. „Lady Marmalade“ (Henry & Haynes La Jam mix) – 9.23
5. „Under the Bridge“ (промо видео) – 5.00

1. „Lady Marmalade“ (Mark!'s Miami Madness mix) – 7.56
2. „Lady Marmalade“ (Sharp South Park вокален remix) – 8.10
3. „Under the Bridge“ (Ignorance remix с Жан Пол) – 4.55
4. „Get Bizzy“ – 3.45

### CD макси сингъл
1. „Lady Marmalade“ ('98 mix) – 4:03
2. „Lady Marmalade“ (Mark!'s Miami Madness mix) – 7.56
3. „Lady Marmalade“ (Sharp South Park вокален remix) – 8.10
4. „Lady Marmalade“ (Henry & Haynes La Jam mix) – 6.48